# Avatime (Volk)
Die Avatime sind ein Volk in Ghana, das auch Afatime, Sideme oder Sia genannt wird. Ihre Muttersprache ist das Avatime.
In Ghana leben etwa 24.000 bis 26.000 Avatime, welche überwiegend die Gegenden des gleichnamigen Avatime-Gebirges besiedeln, einer zur Akwapim-Togo-Kette gehörigen Bergregion im sog. Krepi-Land. Die Sprache der Avatime wird ebenfalls Avatime genannt und ihr Verbreitungsgebiet gilt als fremdsprachige Enklave innerhalb des sie umgebenden Ewe-Sprachraums. Ewe wird im gesamten Land ebenfalls verstanden und gesprochen. Daneben sprechen die Angehörigen dieser Ethnie häufig auch die Sprachen angrenzender Völker. 
Die Avatime gelten als eines der sog. Togo-Restvölker, die bereits die hiesigen Gegenden besiedelt haben, bevor Ewe-Gruppen in den 1670ern und danach, von Nodschie kommend, in die hiesigen Gegenden einwanderten und hier neue Siedlungsplätze fanden. Die benachbarten Gruppen der ebenfalls zu den Togo-Restvölkern gehörigen Nyangbo und Tafi werden mitunter als Untergruppen der Avatime angesehen.
Als Ursitz oder Urheimat der Avatime gilt Amedzofe mit dem benachbarten Berg Gemi. Berg und Ort besitzen zudem eine religiöse Bedeutung, denn Amedzofe bedeutet in der Ewe-Religion „Menschenentstehungsort“ oder auch „Seelenheimat“, was eine von mehreren Bezeichnungen (oder Bestandteil) vom Mawuwe ist, dem Reich Gottes (wörtlich: „Wohnung von Mawu“). Der Umstand, dass hier Religionselemente einer ansässigen Bevölkerung in die religiöse Welt der Einwanderer Eingang gefunden haben, deutet auf eine mehr oder weniger friedliche Aufnahme hin, welche Einwanderergruppen der Ewe einst in den Avatime-Bergregionen erfahren haben.
Bei den Avatime gibt es traditionell die Institution einer Königin als weltliches Stammesoberhaupt, was auf eine frühere Matrilinearität (Mutterrecht) hindeutet, wie man es auch von den Akan der Goldküste her kennt, und das bei allen der Togo-Restvölker vor den Ewe- und Dagomba-Einwanderungen allgemein vorhanden gewesen zu sein scheint. Erst mit den Ewe-Einwanderungen kam auch die Patrilinearität (Vaterrecht) nach Avatime.
Bis zur Errichtung der deutschen Kolonialmacht unterstanden die Avatime im 19. Jahrhundert politisch dem König von Peki.